# Alison Lacey
Alison Mavis Lacey, coniugata Otzelberger (Canberra, 26 dicembre 1987), è un'ex cestista e allenatrice di pallacanestro australiana, professionista nella WNBA.

## Carriera
È stata selezionata dalle Seattle Storm al primo giro del Draft WNBA 2010 (10ª scelta assoluta).

## Palmarès
- Campionessa WNBA (2010)